# Бондарчук, Анатолий Павлович
Анатолий Павлович Бондарчук (род. 31 мая 1940, Староконстантинов, Каменец-Подольская область) — советский легкоатлет и тренер.

## Биография
Родился 31 мая 1940 года в городе Староконстантинов (ныне в Хмельницкой области).
В 1963 году окончил Каменец-Подольский педагогический институт, преподаватель. Доктор педагогических наук.
Выступал за «Колгоспник» (Ровно), с 1970 года за «Колос» (Киев).
Первый тренер Сергей Евтушок.
Подготовил олимпийского чемпиона Юрия Седых и призёра Юри Тамма.
Тренер сборной команды СССР по метанию молота на Олимпийских играх 1980 и 1988 годов.
В ноябре 1992 года заключил трёхлетний контракт со спортивным клубом «Спортинг» (Португалия), готовил легкоатлетов-метателей.
До 2004 года работал по контракту в Катаре, с 2004 года — в городе Камлупс, Канада.

## Спортивные достижения
- Заслуженный мастер спорта 1972;
- Заслуженный тренер СССР 1976;
- Чемпион Олимпийских игр 1972 в метании молота (75,50 — Олимпийский рекорд);
- Бронзовый призёр Олимпийских игр 1976 (75,48);
- Чемпион Европы 1969 (74,68);
- Бронзовый призёр чемпионата Европы 1971 (71,40);
- Чемпион СССР 1969, 1970, 1972, 1973;
- Установил мировой рекорд — 74,68 и 75,48 в 1969[4].